# Sliven
Sliven là một thị trấn thuộc tỉnh Sliven, Bungaria. Dân số thời điểm năm 2011 là 91042 người.

## Dân số
Dân số trong giai đoạn 2004-2011 được ghi nhận như sau:
| Năm | 2004  | 2005  | 2006  | 2007  | 2008  | 2009  | 2010  | 2011  |
| --- | ----- | ----- | ----- | ----- | ----- | ----- | ----- | ----- |
| Dân số | 96010 | 95518 | 95400 | 94717 | 94456 | 93781 | 92478 | 91042 |
| From the year 1962 on: No double counting—residents of multiple communes (e.g. students and military personnel) are counted only once. |       |       |       |       |       |       |       |       |